# Caroline von Holnstein

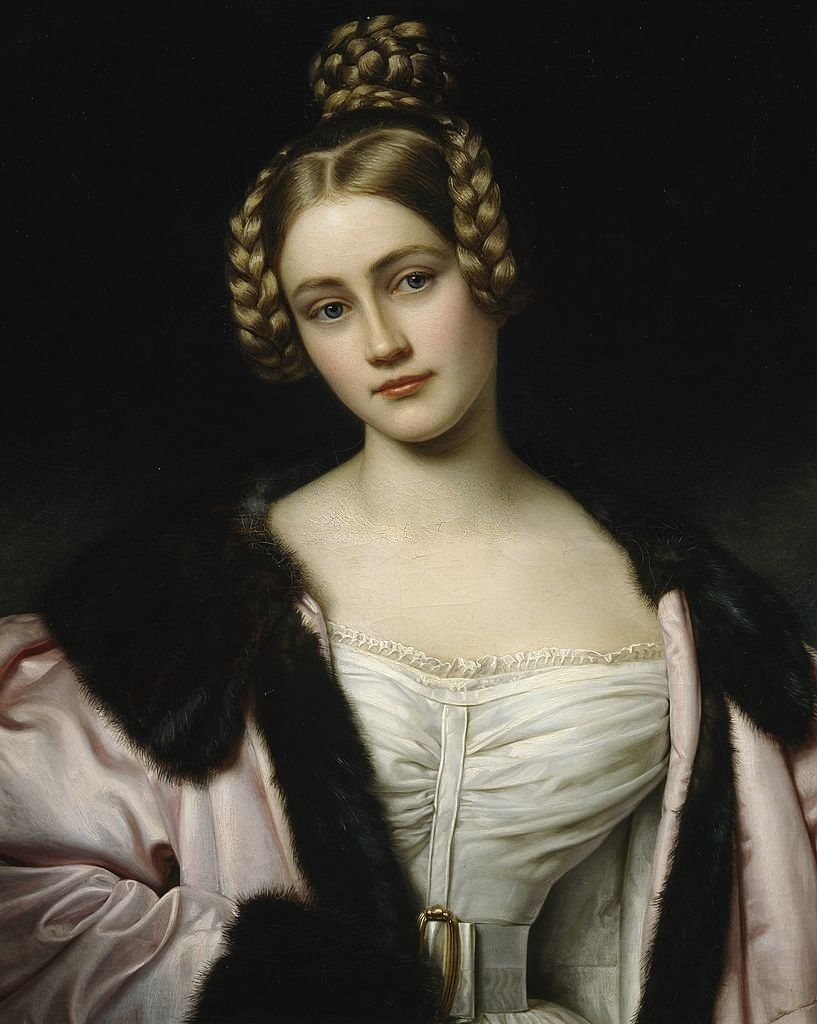
Portret al Carolinei von Holnstein

Caroline von Holnstein (8 mai 1815 – 24 iulie 1859) a fost o nobilă germană, cunoscută pentru apariția în Galeria de frumuseți.

## Biografie
Caroline Maximiliana Maria Freiin von Spiering a fost al cincilea copil al lui Carl Theodor Freiherr von Spiering și a soției acestuia, Johanna Nepumukena (născută Freiin von Enzberg). După decesul tatălui în 1829 ea a început să-și caute un soț potrivit. La 9 noiembrie 1831, la vârsta de 16 ani, s-a căsătorit cu Karl Theodor von Holnstein, în vârstă de 34 de ani.

Nu a fost o căsătorie din dragoste. Caroline s-a mutat la palatul Holnstein din Munchen, unde poziția soțului ei a deschis multe uși de la curte pentru ei, deși viața printre nobilime a plictisit-o. La 8 decembrie 1833 regele Ludwig I al Bavariei a văzut-o prima dată și a comandat în 1834 un portret al ei pentru Galeria de frumuseți.
În 1835 ea l-a născut pe fiul ei Maximilian care a devenit tovarăș de joacă pentru prinții Ludwig și Otto, viitori regi ai Bavariei. Prietenia dintre Ludwig și Maximilian a continuat și după urcarea pe tron a celui dintâi. 
La unul dintre numeroasele banchete Caroline l-a întâlnit și s-a îndrăgostit de baronul Wilhelm Freiherrn von Künsberg, care era căsătorit și care i-a răspuns la afecțiune în secret. Când a murit soția lui Wilhelm ea s-a mutat cu el la castelul lui din Fronberg. Scandalul l-a forțat pe baronul Künsberg să părăsească uniforma sa de cuirasier. Soțul Carolinei a tolerat relația și a refuzat o despărțire oficială, mergând până acolo încât copiii legitimi și nelegitimi au fost educați împreună.
După decesului lui Karl Theodor, Caroline, la 42 de ani, s-a căsătorit cu Wilhelm la 21 septembrie 1857. Copiii au fost legitimați în 1859 sub numele de baroni von Künsberg Fronberg. Caroline a murit doi ani mai târziu și a fost înmormântată la Fronberg, într-o cameră adiacentă capelei castelului.

## Copii
- Karl Theodor Graf Holnstein aus Bayern (n./d. 8 decembrie 1832)
- Johanna Gräfin Holnstein aus Bayern (n./d. 17 septembrie 1833)
- Maximilian Carl Theodor Graf Holnstein aus Bayern (19 octombrie 1835 – 1 februarie 1895)
- Wilhelm Maximilian Künsberg Freiherr von Fronberg (27 martie 1838 – 18 iunie 1909)
- Wilhelmine Maria Caroline Künsberg Freiin von Fronberg (23 august 1841 – 9 iunie 1889)
- Johann Friedrich Wilhelm Karl Künsberg Freiherr von Fronberg (26 septembrie 1842 – 24 martie 1876)
- Rudolf Philipp Wilhelm Goswin Karl Künsberg Freiherr von Fronberg (27 martie 1844 – ?)